# کادددووا
کادددووا (به لاتین: Kadedduwa) یک منطقهٔ مسکونی در سری‌لانکا است که در استان جنوبی (سری‌لانکا) واقع شده‌است.